# Anelaphus lanuginosus
Anelaphus lanuginosus är en skalbaggsart som först beskrevs av Bates 1885.  Anelaphus lanuginosus ingår i släktet Anelaphus och familjen långhorningar.
Artens utbredningsområde är Guatemala. Inga underarter finns listade i Catalogue of Life.